# Lócs
Lócs (németül: Losing, horvátul: Loča) község Vas vármegyében, a Kőszegi járásban.

## Fekvése
Büktől 6 kilométerre északkeletre, a Pós-patak mellett fekszik. A szomszéd települések: észak felől Iklanberény, északkelet felől Simaság, dél felől Bő, nyugat felől Bük és Csepreg, északnyugat felől pedig Tormásliget. Kelet felől a legközelebbi település Sajtoskál, de közigazgatási területeik – kevés híján – nem érintkeznek.

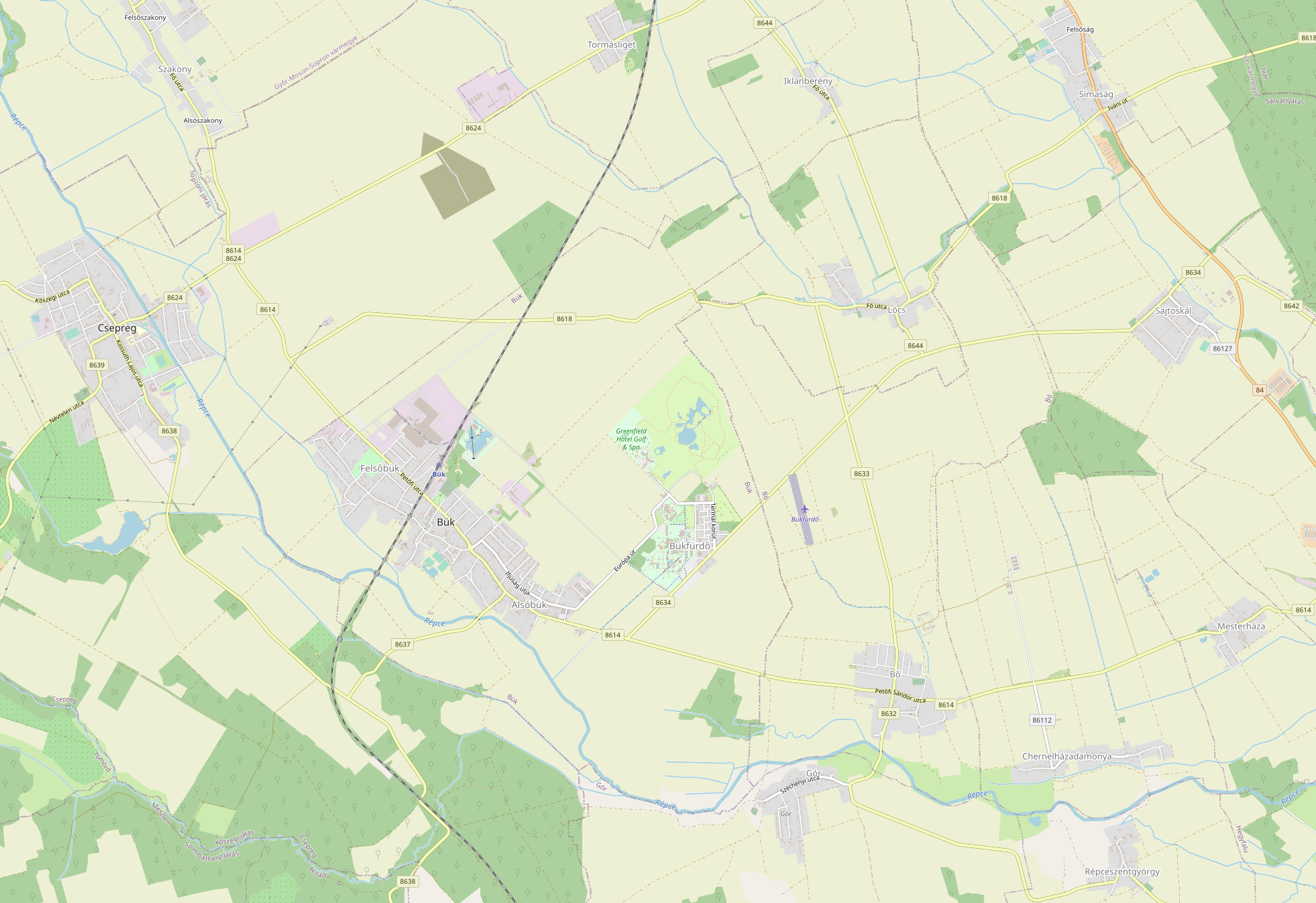
Lócs környékének térképe

### Megközelítése
A község a legtöbb szomszédja felől könnyen megközelíthető közúton. Főutcája a kelet-nyugati irányban húzódó 8618-as út, ezen érhető el Simaság, illetve Bük-Csepreg irányából is. Bővel a 8633-as, Iklanberénnyel a 8644-es út köti össze, déli határszélét pedig érinti még a Sajtoskál-Bükfürdő közti 8634-es út is.
Az ország távolabbi részei felől a legegyszerűbben a 84-es főúton érhető el, simasági letéréssel.
Vasútvonal nem érinti, a legközelebbi vasúti csatlakozási lehetőségeket a Sopron–Szombathely-vasútvonal 5 kilométerre lévő Tormásliget megállóhelye, vagy a 7,5 kilométerre elhelyezkedő Bük vasútállomása kínálja.

## Története
Lócs területén ősidők óta élnek emberek. A határában fekvő Nagyhalom nevű magaslaton késő bronzkori halomsír és cseréptöredékek kerültek elő, mely itteni település helyét sejteti. A község neve szláv eredetű, a vadászattal kapcsolatos. A szláv lovci jelentése vadászok, fogók.
Feltételezhető, hogy itt már a honfoglalás előtt korai szláv település állt, melynek lakói vadászó, halászó szolgálónépek voltak. A honfoglalást követően a magyarokhoz csatlakozott török nyelvű segédnépek szállták meg ezt a vidéket. A települést 1239-ben Louch alakban említik először. 1355-ben Loch, 1396-ban Looch, 1483-ban Loch néven szerepel. Első ismert birtokosa az Osli nemzetség volt. 1239-ben birtokosa Szathmár fia Miklós itteni birtokrészét a templomosokra hagyta, majd a tőlük 14. század elején a johanniták szerezték meg. A faluban jelentős részt birtokoltak a helyi köznemesek is. Közülük 1355-ben többek között a Lócsi nemzetséget említik. 1483-ban Hunyadi Mátyás felmentette lakóit a vám és a harmincad fizetése alól. A 15. században a falu már két részből, Alsó- és Felsőlócsból állt. A két településrészt valószínűleg birtokosaik szerint választották el egymástól. A két falurész a 18. századig létezett, ezután már újra egységes községként szerepel. A falu a 16. században felvette az evangélikus hitet. 1605-ben a Bocskai-felkelés során császári zsoldosok dúlták fel a falut. 1631-ben a Dukai, a Felsőlócsi Nagy, a Döbrőczy- és a Hetyey-családok voltak a jelentősebb birtokosai.

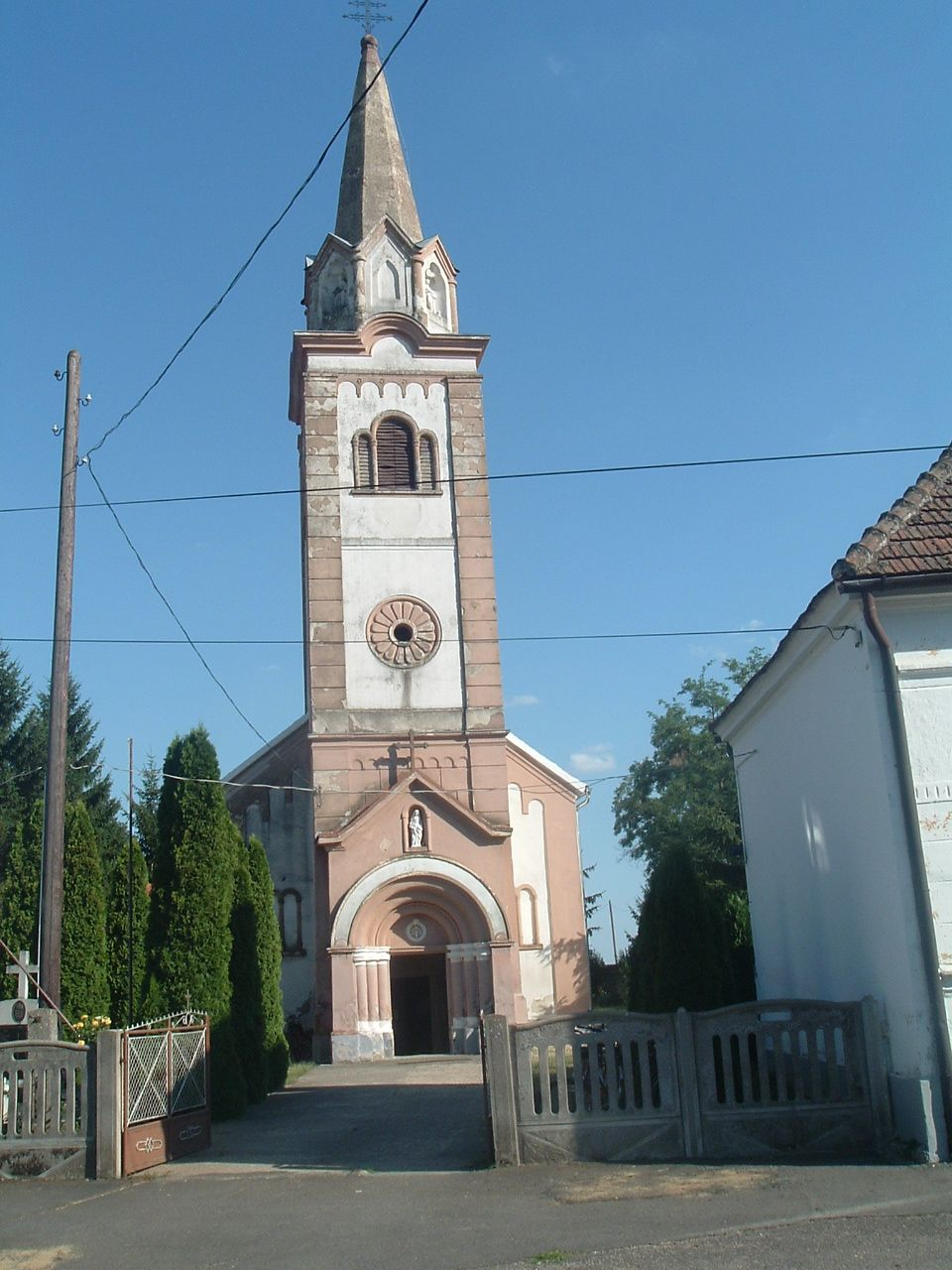
A római katolikus templom

Vályi András szerint "LOCS. Magyar falu Sopron Várm. földes Urai több Uraságok, lakosai katolikusok, és evangelikusok, fekszik Sajtoskálhoz nem meszzse, és annak filiája, Soprontól 4 3/8 mértföldnyire, határja sovány, más vagyonnyai is hibásak, szőleje, ’s réttye nints, juhok sok van."
Fényes Elek szerint "Lócs, magyar falu, Sopron vmegyében, Csepreghez 3/4 mfld., 328 kath., 120 evang., 30 zsidó lak. Róna termékeny határa 1332 hold, mellyből szántóföld 1000 hold, rét 28 h., erdő 294 h. Birják Kramarics, Kenesey, Lukenich, Józsa, s. m. t."
1910-ben 508 magyar lakosa volt, Sopron vármegye Csepregi járásához tartozott. 1950-ben a járás többi településével együtt Vas megyéhez csatolták.
2012-ig a Csepregi kistérség része volt.

## Közélete

### Polgármesterei
- 1990–1994: Ifj. Nagy József (független)[7]
- 1994–1998: Ifj. Nagy József (független)[8]
- 1998–2002: Horváth István (független)[9]
- 2002–2006: Horváth István (független)[10]
- 2006–2010: Horváth István (független)[11]
- 2010–2014: Horváth István (független)[12]
- 2014–2019: Horváth István (független)[13]
- 2019–2024: Horváth Ildikó (független)[14]
- 2024– : Horváth Ildikó (független)[1]

## Népesség
A település népességének változása:
| Lakosok száma | 128  | 122  | 122  | 136  | 117  | 138  | 145  |
|               | 2013 | 2014 | 2015 | 2021 | 2022 | 2023 | 2024 |

A 2011-es népszámlálás során a lakosok 79,7%-a magyarnak, 9% németnek mondta magát (12% nem nyilatkozott; a kettős identitások miatt a végösszeg nagyobb lehet 100%-nál). A vallási megoszlás a következő volt: római katolikus 72,9%, református 2,3%, evangélikus 3%, felekezet nélküli 6,8% (15% nem nyilatkozott).
2022-ben a lakosság 75,2%-a vallotta magát magyarnak, 9,4% németnek, 7,7% egyéb, nem hazai nemzetiségűnek (20,5% nem nyilatkozott; a kettős identitások miatt a végösszeg nagyobb lehet 100%-nál). Vallásuk szerint 41,9% volt római katolikus, 3,4% református, 3,4% evangélikus, 0,9% ortodox, 6,8% egyéb keresztény, 4,3% felekezeten kívüli (38,5% nem válaszolt).

## Nevezetességei
Római katolikus templomát a Kisboldogasszony tiszteletére szentelték.

## Képgaléria

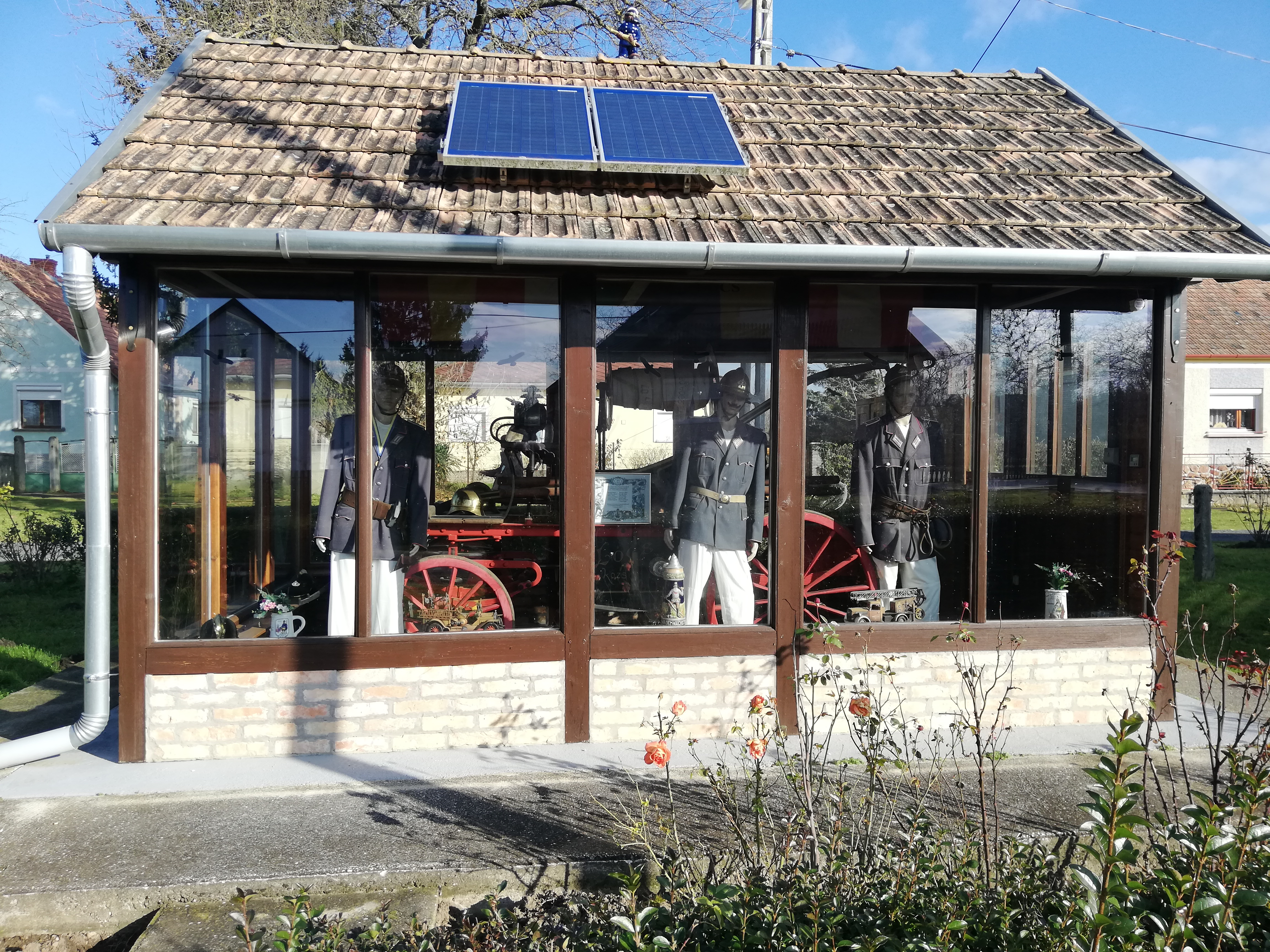
Tűzoltó múzeum
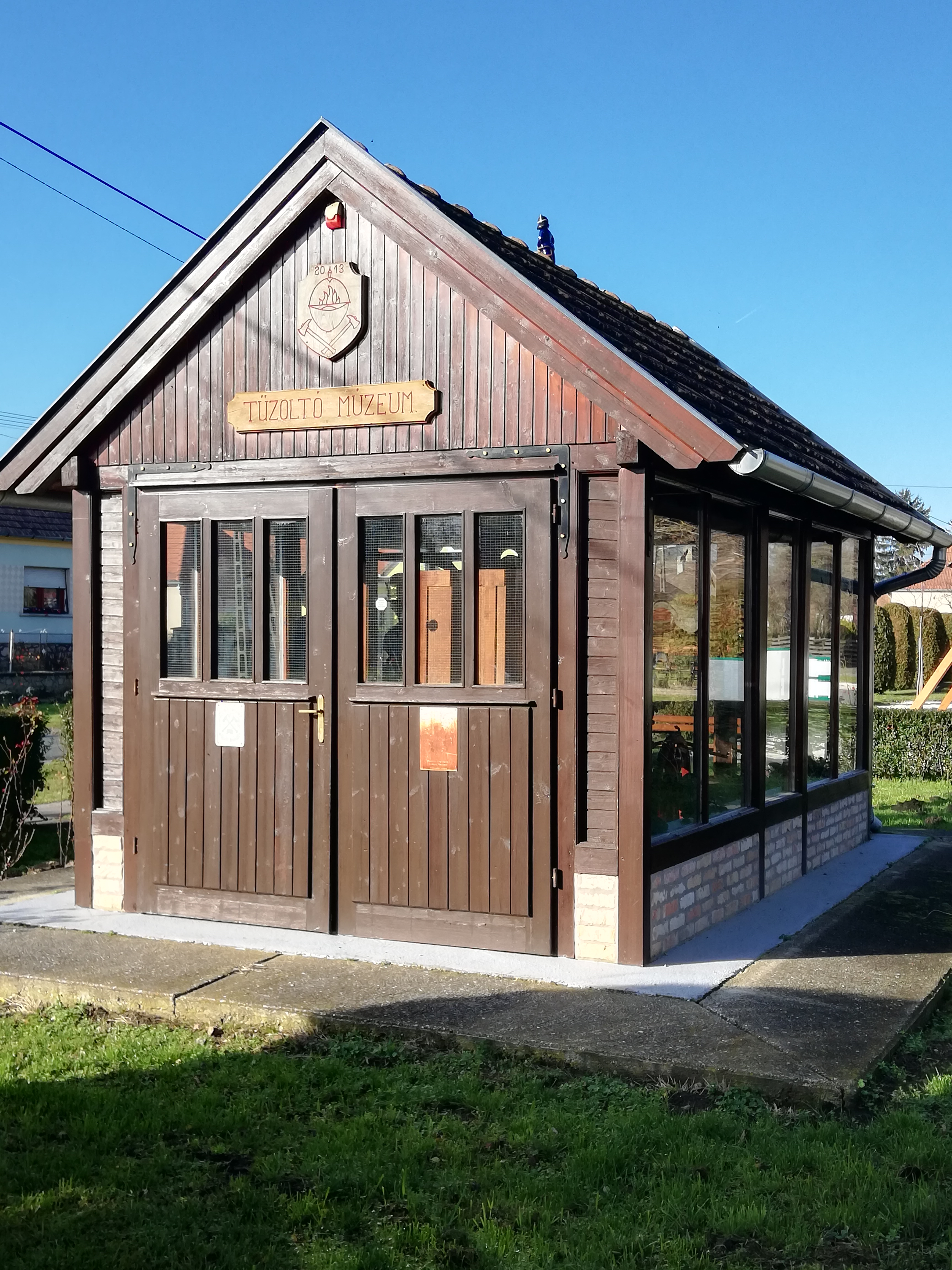
A tűzoltó múzeum bejárata
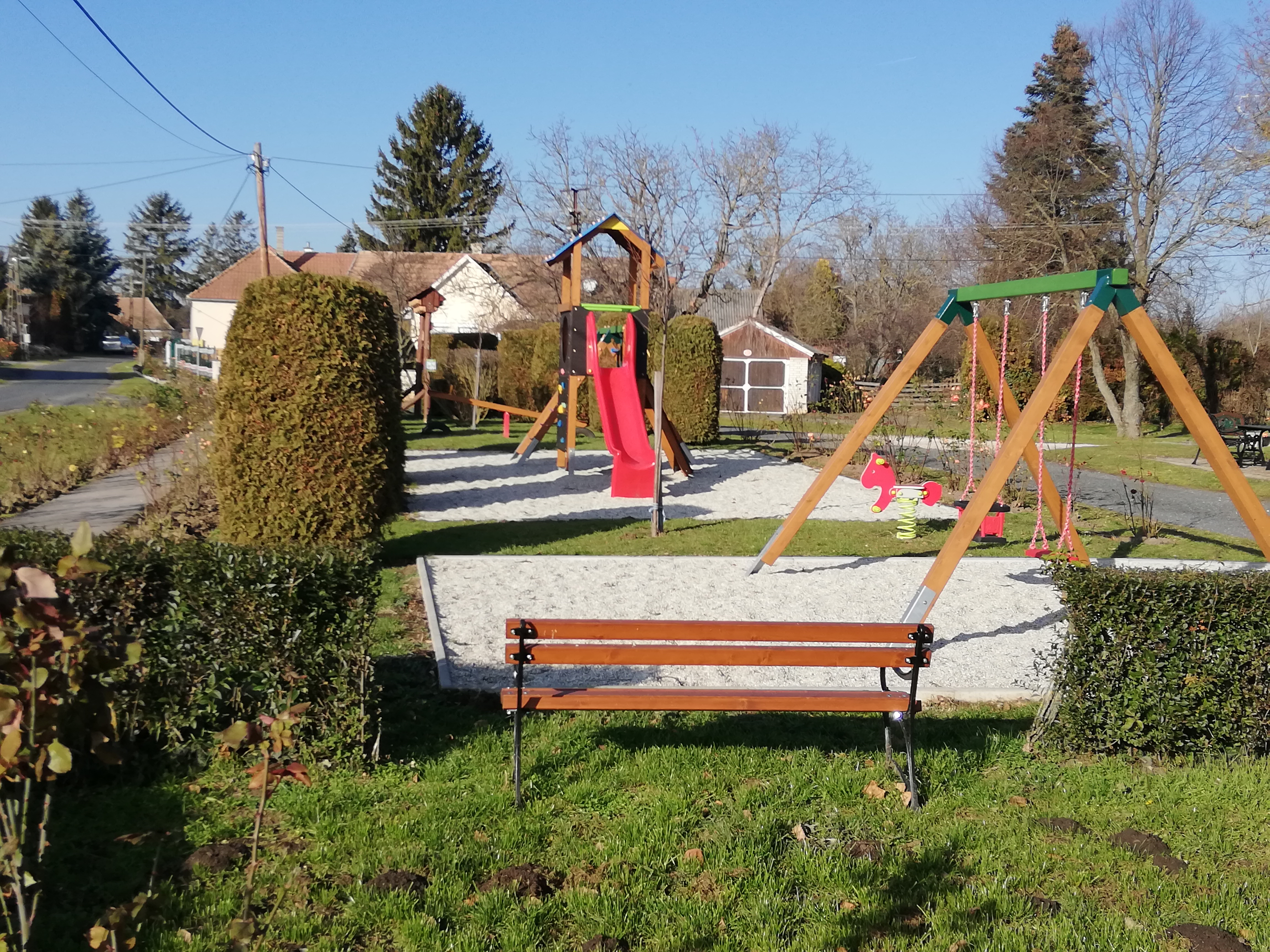
Játszótér
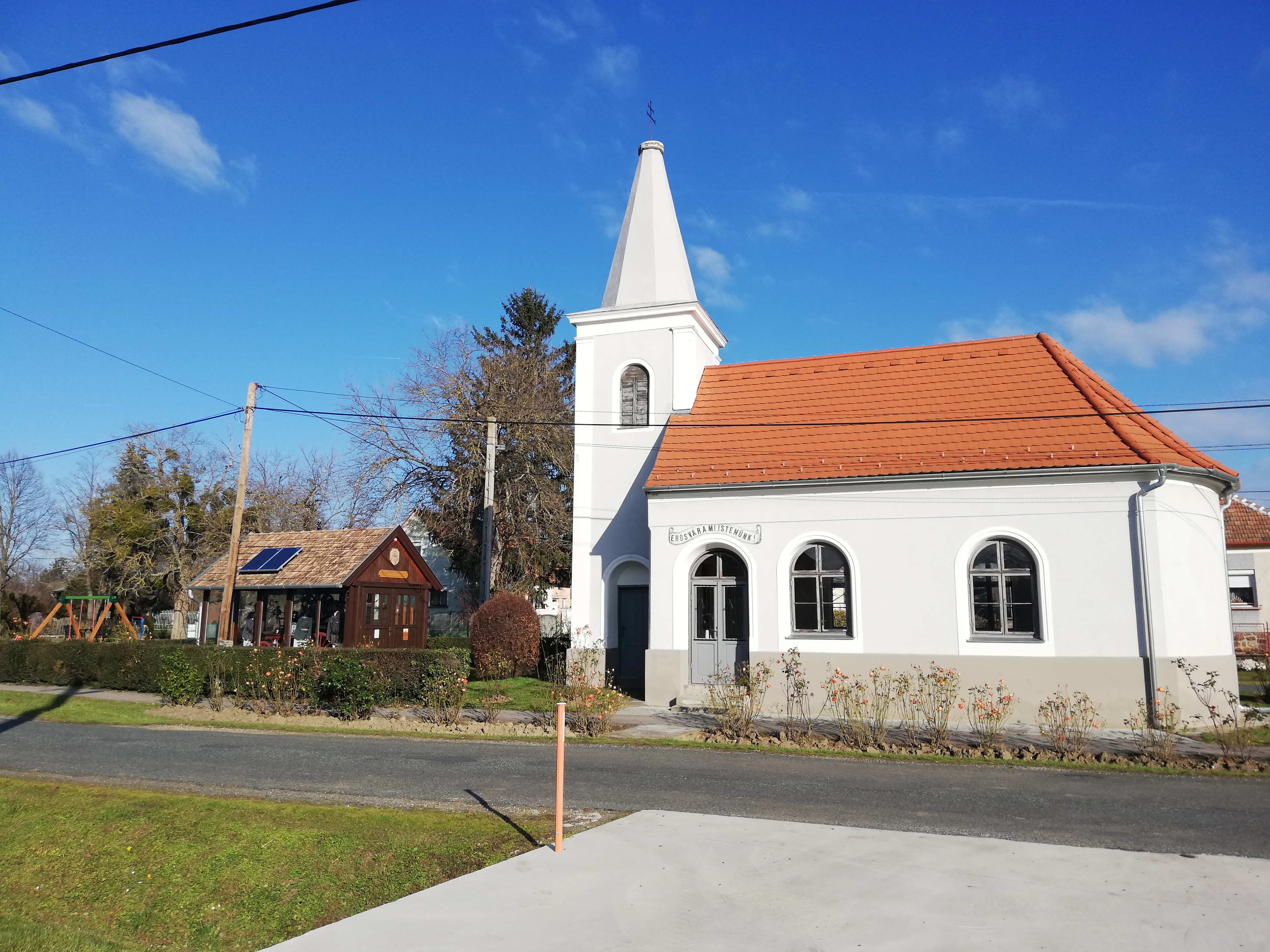
A falu központja
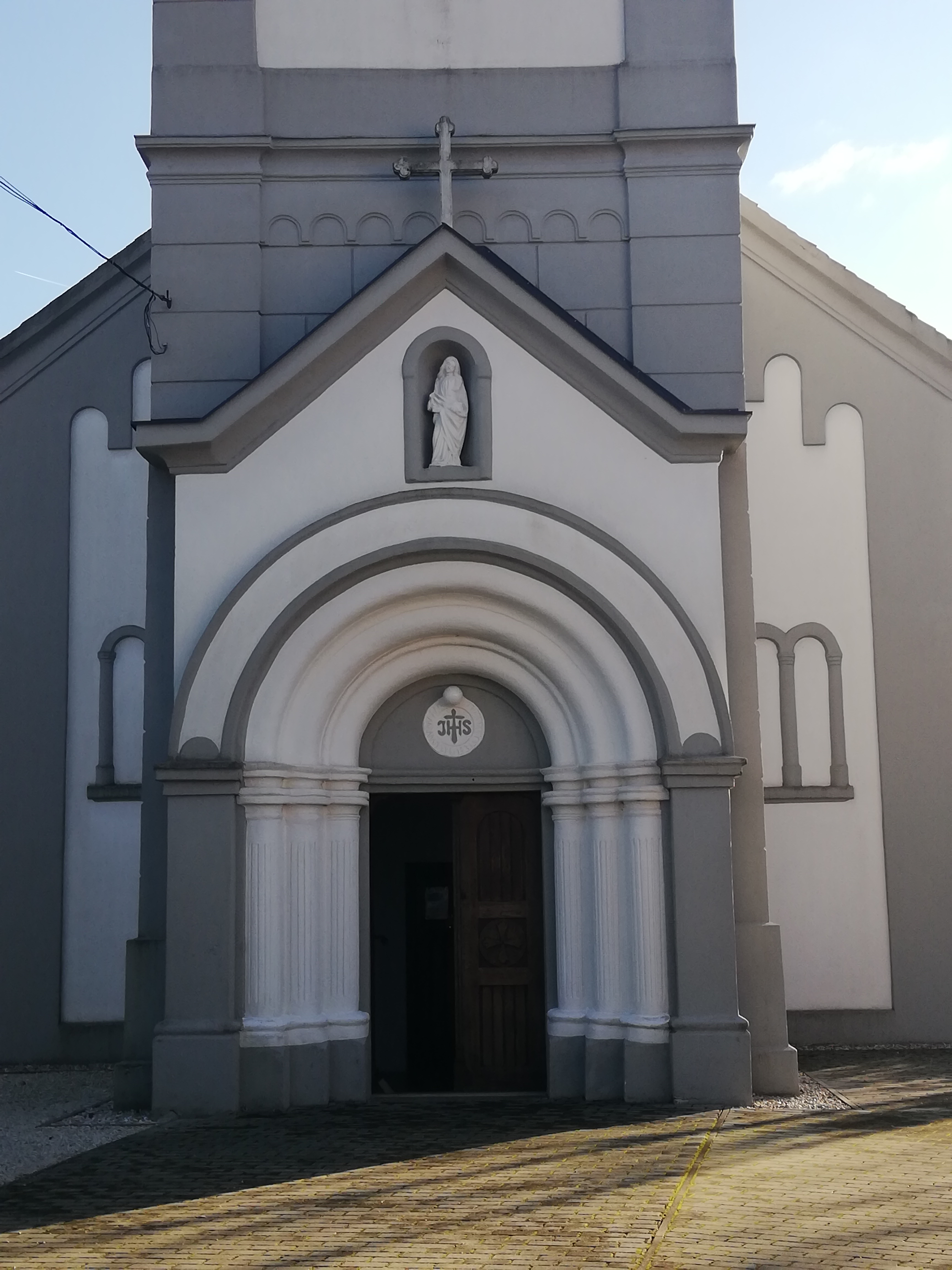
A templom bejárati traktusa
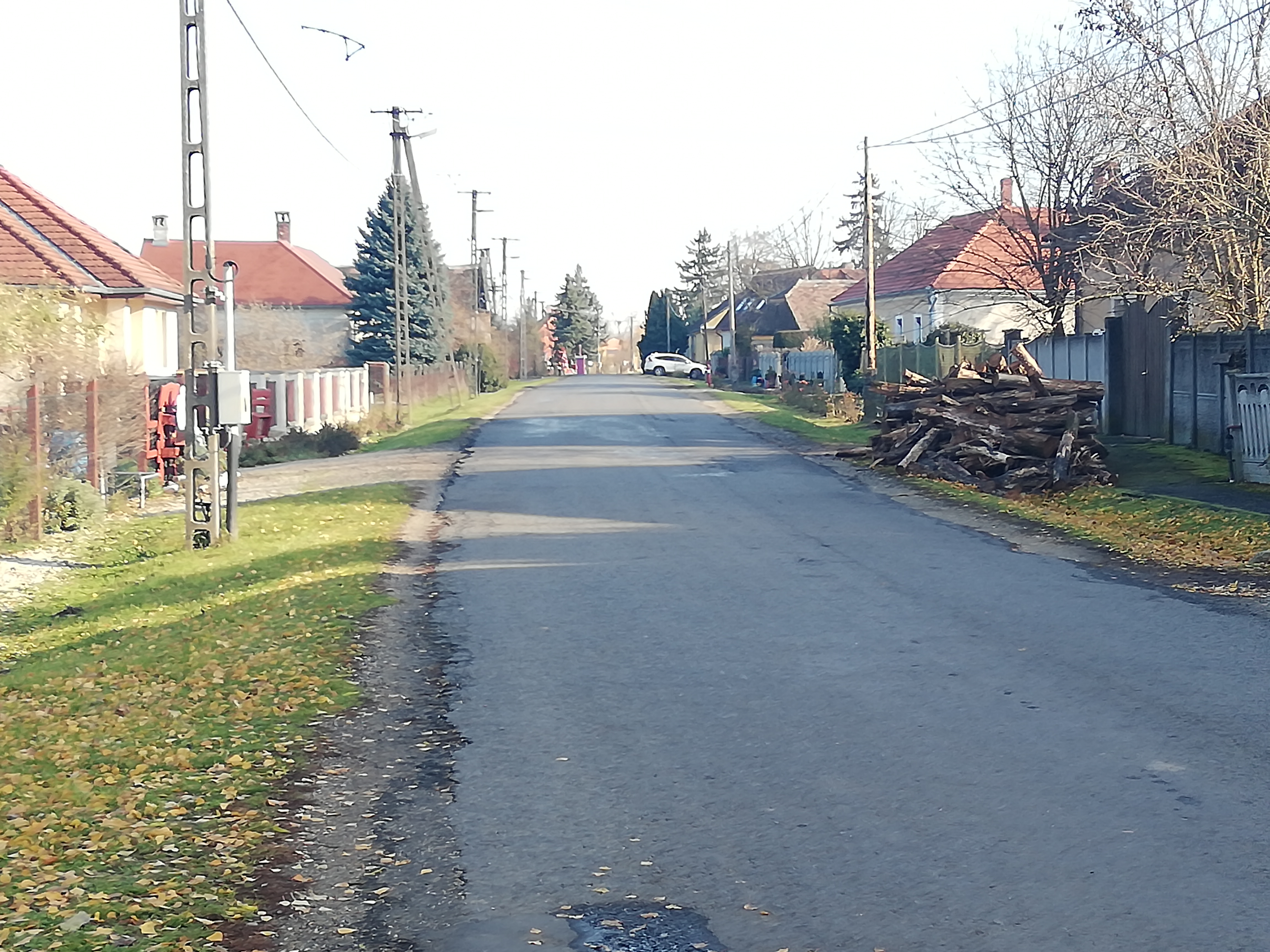
A 8618-as út Lócs központjában kelet felé nézve
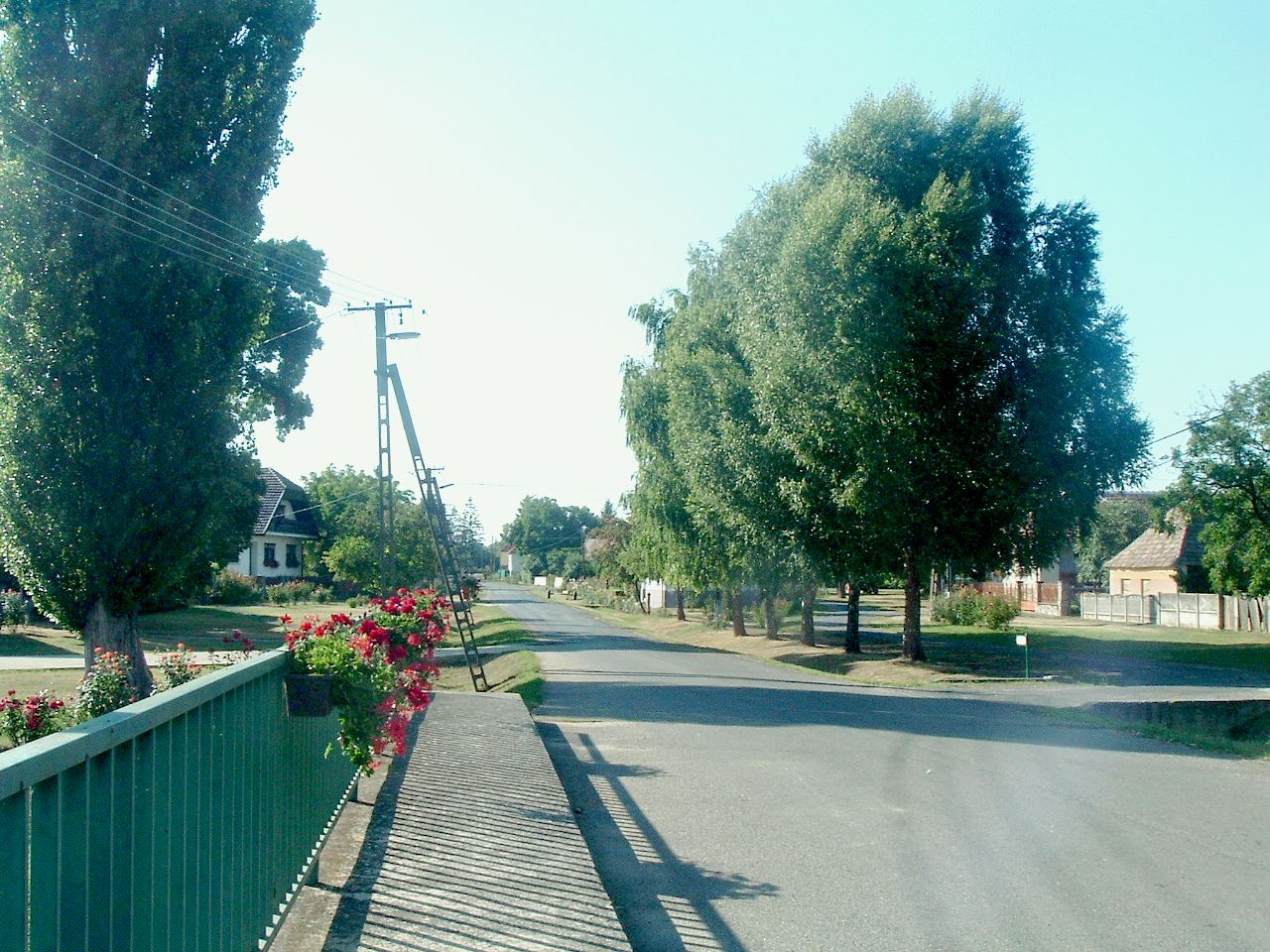
Utcarészlet